# ذي جرادة (السبرة)

تعديل مصدري - تعديل

ذي جرادة هي إحدى قرى عزلة مطاية بمديرية السبرة التابعة لمحافظة إب، بلغ تعداد سكانها 327 نسمة حسب تعداد اليمن لعام 2004.